# Либерално-демократическа партия на Русия
Либерално-демократическата партия на Русия (на руски: Либерально-демократическая партия России; ЛДПР) е дясна националистическа политическа партия в Русия.
От основаването си през 1991 г. тя е ръководена от харизматичната и противоречива фигура на Владимир Жириновски. Противопоставяща се на комунизма и „дивия“ капитализъм, партията отбелязва огромен успех през 1993 година на изборите Държавна дума. На тези избори партията получава най-много гласове. На изборите през 2011 година партията получава 12% от вота и 56 места в Държавната дума, а през 2016 година – 13% от гласовете и 39 от 450 депутатски места.
Тя се свързва със силни националистически позиции и се концентрира върху реда и законността. Официално партията се описва като центристка, прореформистка демократична партия и призовава за смесена икономика и за възраждането на Велика Русия.

## История

### Създаване
Ефективно многопартийната система в Съветския съюз се появява в края на 1980-те години в резултат на реформите на Горбачов. Официалното законодателство за тази цел е въведено през октомври 1990 година. През април 1991 година Либерално-демократическата партия на Русия (ЛДПР) става втората официално регистрирана партия в страната. Предшественикът на ЛДПР е Либерално-демократическата партия на Съветския съюз, създадена през 1989 година. Откритият лидер на ЛДПР Владимир Жириновски, печели 8% от гласовете по време на президентските избори през 1991. Той подкрепя и опита за преврат през август 1991.

### Избори за Държавната Дума
В изборите за Думата през 1993 година прореформистката партия, подкрепяща Борис Елцин, получава само 15% от гласовете, а Комунистическа партия на Руската федерация само 12,4%. Либерално-демократическата партия на Русия се очертава като победител с 22,9 % от гласовете. Всъщност руското население е разделено на тези, които подкрепят реформите на Борис Елцин, и на тези, които не ги подкрепят. Счита се, че популярността на Жириновски и на неговата партия възниква от недоволството на избирателите от Елцин и от желанието за взимане на некомунистическо решение.
Жириновски печели доверието, като успешно идентифицира проблемите на обикновените руснаци и предлага прости мерки за решаването им. Например той предлага всички лидери на организираната престъпност да бъдат застреляни и всички чеченци да бъдат депортирани от Русия. Много от възгледите на Жириновски са изключително оспорвани и успехът на ЛДПР през ранната 1990 година шокира Русия и международните политически среди.

### 1995 – 2007
Избраното за Думата правителство през 1993 година е временно решение и мандата му изтича през 1995. През тези 2 години популярността на Жириновски намалява и през 1995 година неговата партия печели едва половината в сравнение с предишните избори (11,2%). Комунистите се очертават като победител като получават 22. 3% от гласовете. През изборите в 1999 година ЛДПР печели едва 6%, но възставовява своята подкрепа и през 2003 получава 11,5 % от гласовете.
На изборите през 2007 година Либерално-демократическата партия на Русия получава 5 660 823 гласа (8,14%) и получава 40 места в Държавната Дума.

## Програма
Целите на Либерално-демократическата партия на Русия са възраждането на страната като велика сила. Партията се противопоставя и на комунизма и на „дивия“ капитализъм, произлязъл от руските реформи. ЛДПР подкрепя смесената икономика – частна собственост, но и запазване на активното участие на страната. Във външнополитически план партията набляга на „цивилизацията“. Подкрепя възстановяването на „естествените граници“ на Русия, които включват Беларус, Украйна и други съветски страни. Тя вижда обединяването на Беларус и Русия като първа стъпка за възстановяване. ЛДПР вижда САЩ и Западните цивилизации като основна външна заплаха и предлага Русия да вземе страната на ислямистите в борбата срещу САЩ. Партията остро критикува дискриминацията на етническите руснаци в балтийските страни и изисква да им се даде руско гражданство и така да бъдат защитени от дискриминационното законодателство.
В конкретен план главните предложения на ЛДПР включват:
- Реформа и укрепване на съдебната система;
- Смъртно наказание за осъдените за тероризъм, предумишлено убийство и други тежки престапления;
- Премахването на „нетрадиционни“ и „фанатични“ секти;
- Държавна собственост върху главните сектори на икономиката – природните ресурси, алхохола, тютюна и селското стопанство;
- По-ниски данъци за местното производство;
- Съединението на Русия с Беларус;
- Правото на труд;
- Радикална реформа на системата за социално осигуряване;
- Държавната подкрепа за научно-интензивни технологии и селското стопанство;
- Премахването на корупцията в правителството;
- Руски икономически суверенитет / протекционизъм;
- Контрол на всички земеделски земи от държавата.

Професор Хенри И. Хейл разграничава главните цели на партията като национализъм и фокусиране върху законите и реда. Въпреки че често риториката на партията е радикално опозиционна, ЛДПР често гласува „за“ правителствените предложения. Това предполага, че партията получава своето финансиране от Кремъл.
Независимо от името, широко разпространеното менние извън страната е, че идеологията на партията не е либерална и често е разглеждана като ултранационалистическа партия.

## Структура и членство
Партията е почти изцяло съсредоточена около харизматичния си лидер Владимир Жириновски.
Тя е в съюз с няколко партии от бившите съветски републики включващи Армения, Беларус, Естония и Украйна. Нейните съюзници в Естония подкрепят правата на руските малцинства.
През 2003 партията заявява 600 хил. члена и издава 450 хил. партийни карти.
Според проучване през 2008 година, направено от „Колтън, Хейл и McFaul“, 4% от руското население са привърженици на партията.

## Изборни резултати
- 1991 президентски избори – 8%
- 1993 избори Дума – 23%
- 1995 избори Дума – 11%
- 1996 президентски избори – 6%
- 1999 избори Дума – 5,98%
- 2000 президентски избори – 2,7%
- 2003 избори Дума – 12%
- 2004 президентски избори – 2%
- 2007 избори Дума – 8,8%
- 2008 президентски избори – 9,35%
- 2011 избори Дума – 11,7%